# Coupe des champions de la CONCACAF 1971
Navigation
Édition précédente Édition suivante
La Coupe des champions de la CONCACAF 1971 était la septième édition de cette compétition.
Elle a été remportée par le CD Cruz Azul face au LD Alajuelense sur le score de 5 buts à 1.

## Participants
Un total de 18 équipes provenant d'un maximum de 12 nations pouvaient participer au tournoi. Elles appartenaient aux zones Amérique du Nord, Amérique Centrale et Caraïbes de la CONCACAF.
Le tableau des clubs qualifiés était le suivant :
| Nation                 | Club                   | Raison de qualification                           |
| Zone Amérique du Nord  |                        |                                                   |
| Deuxième Tour          |                        |                                                   |
| Mexique                | CD Cruz Azul           | Vainqueur du Tournoi Mexico 1970.                 |
| États-Unis             | Elizabeth SC (en)      | Vainqueur de la National Challenge Cup 1970.      |
| Bermudes               | Pembroke Hamilton Club | Méthode de qualification inconnue.                |
| Premier Tour           |                        |                                                   |
| Mexique                | Chivas de Guadalajara  | Champion du Mexique 1969-1970.                    |
| États-Unis             | Rochester Lancers      | Champion de la North American Soccer League 1970. |
| Zone Amérique Centrale |                        |                                                   |
| Deuxième Tour          |                        |                                                   |
| Honduras               | CD Motagua             | Champion du Honduras 1970-71.                     |
| Honduras               | CD Olimpia             | Second du championnat du Honduras 1970-71.        |
| Costa Rica             | LD Alajuelense         | Champion du Costa Rica 1969-70.                   |
| Costa Rica             | Deportivo Saprissa     | Second du championnat du Costa Rica 1969-70.      |
| Salvador               | Atlético Marte         | Champion du Salvador 1970.                        |
| Salvador               | Club Deportivo FAS     | Second du championnat du Salvador 1970.           |
| Guatemala              | Aurora FC              | Second du championnat du Guatemala 1970-71.       |
| Premier Tour           |                        |                                                   |
| Guatemala              | CSD Comunicaciones     | Champion du Guatemala 1970-71.                    |
| Nicaragua              | Diriangén FC           | Champion du Nicaragua 1970.                       |
| Zone Caraïbes          |                        |                                                   |
| Premier Tour           |                        |                                                   |
| Suriname               | SV Transvaal           | Champion du Suriname 1970.                        |
| Antilles néerlandaises | SV Estrella            | Champion des Antilles néerlandaises 1970.         |
| Guyana                 | Thomas United          | Méthode de qualification inconnue.                |
| Haïti                  | Aigle Noir AC          | Champion d'Haïti 1970.                            |

## Calendrier
| Tour                          | Nom                    | Date aller            | Date retour           | Équipes participantes | Équipes restantes |
| Phase de qualification (1971) |                        |                       |                       |                       |                   |
| 1                             | Phase de qualification | 22 août - 21 novembre | 22 août - 21 novembre | 18                    | 18 à 6            |
| Phase finale (1972)           |                        |                       |                       |                       |                   |
| 1                             | Journée 1              | 12 mars               | 12 mars               | 6                     | 6 à 2             |
| 2                             | Journée 2              | 14 mars               | 14 mars               | 6                     | 6 à 2             |
| 3                             | Journée 3              | 16 mars               | 16 mars               | 6                     | 6 à 2             |
| 4                             | Journée 4              | 19 mars               | 19 mars               | 6                     | 6 à 2             |
| 5                             | Journée 5              | 21 mars               | 21 mars               | 6                     | 6 à 2             |
| 6                             | Journée 6              | 23 mars               | 23 mars               | 6                     | 6 à 2             |
| 7                             | Journée 7              | 26 mars               | 26 mars               | 6                     | 6 à 2             |
| 8                             | Finale                 | 19 avril              | 19 avril              | 2                     | 2 à 1             |

## Compétition

### Phase de qualification

#### ZoneAmérique du Nord

##### Premier tour
| Date            | Pays | Club                  | Aller   | Retour  | Club              | Pays | Commentaire                    |
| Dates inconnues |      | Chivas de Guadalajara | Forfait | Forfait | Rochester Lancers |      | Forfait avant le premier match |

##### Deuxième tour
Le Elizabeth SC (en) déclare forfait après le match aller, la CONCACAF a attribué la place en phase finale à son adversaire.
| Date           | Pays | Club              | Aller | Retour  | Club                   | Pays | Commentaire |
| 3 / 13 octobre |      | Elizabeth SC (en) | 0-0   | Forfait | CD Cruz Azul           |      |             |
| 3 / 31 octobre |      | Rochester Lancers | 4-1   | 1-1     | Pembroke Hamilton Club |      |             |

#### ZoneAmérique Centrale

##### Premier tour
| Date         | Pays | Club         | Aller | Retour | Club               | Pays | Commentaire |
| 22 / 29 août |      | Diriangén FC | 0-5   | 1-10   | CSD Comunicaciones |      |             |

##### Deuxième tour
| Date               | Pays | Club               | Aller | Retour | Club               | Pays | Commentaire |
| 22 / 29 août       |      | Aurora FC          | 2-1   | 1-1    | Atlético Marte     |      |             |
| 19 / 26 septembre  |      | CD Motagua         | 0-3   | 0-2    | Deportivo Saprissa |      |             |
| 26 sept. / 3 oct.  |      | CSD Comunicaciones | 5-2   | 3-0    | Club Deportivo FAS |      |             |
| 26 sept. / 12 oct. |      | CD Olimpia         | 0-0   | 0-1    | LD Alajuelense     |      |             |

##### Troisième tour
| Date             | Pays | Club               | Aller | Retour | Club               | Pays | Commentaire |
| 7 / 14 novembre  |      | Aurora FC          | 1-2   | 0-1    | CSD Comunicaciones |      |             |
| 14 / 21 novembre |      | Deportivo Saprissa | 1-5   | 3-0    | LD Alajuelense     |      |             |

#### ZoneCaraïbes

##### Premier tour
| Date            | Pays | Club         | Aller   | Retour  | Club          | Pays | Commentaire                    |
| Dates inconnues |      | SV Estrella  | Forfait | Forfait | Aigle Noir AC |      | Forfait avant le premier match |
| Dates inconnues |      | SV Transvaal | Forfait | Forfait | Thomas United |      | Forfait avant le premier match |

### Phase finale

#### Phase de groupe
La phase finale s'est déroulé dans le Stade Mateo Flores à Guatemala City.
| Date         | Pays | Club               | Score | Club              | Pays |
| 12 mars 1972 |      | Rochester Lancers  | 2-0   | SV Transvaal      |      |
| 12 mars 1972 |      | CSD Comunicaciones | 7-0   | SV Estrella       |      |
| 14 mars 1972 |      | LD Alajuelense     | 2-1   | SV Estrella       |      |
| 14 mars 1972 |      | CD Cruz Azul       | 1-1   | SV Transvaal      |      |
| 16 mars 1972 |      | CD Cruz Azul       | 1-1   | Rochester Lancers |      |
| 16 mars 1972 |      | CSD Comunicaciones | 1-1   | SV Transvaal      |      |
| 19 mars 1972 |      | Rochester Lancers  | 2-0   | SV Estrella       |      |
| 19 mars 1972 |      | CSD Comunicaciones | 0-2   | LD Alajuelense    |      |
| 21 mars 1972 |      | LD Alajuelense     | 2-0   | SV Transvaal      |      |
| 21 mars 1972 |      | CD Cruz Azul       | 9-0   | SV Estrella       |      |
| 23 mars 1972 |      | CD Cruz Azul       | 3-1   | LD Alajuelense    |      |
| 23 mars 1972 |      | CSD Comunicaciones | 3-1   | Rochester Lancers |      |
| 26 mars 1972 |      | SV Transvaal       | 1-0   | SV Estrella       |      |
| 26 mars 1972 |      | LD Alajuelense     | 1-0   | Rochester Lancers |      |
| 26 mars 1972 |      | CSD Comunicaciones | 1-3   | CD Cruz Azul      |      |

| Rang | Équipe             | Pts | J | G | N | P | Bp | Bc | Diff |
| ---- | ------------------ | --- | - | - | - | - | -- | -- | ---- |
| 1    | CD Cruz Azul       | 8   | 5 | 3 | 2 | 0 | 17 | 4  | +13  |
| 2    | LD Alajuelense     | 8   | 5 | 4 | 0 | 1 | 8  | 5  | +3   |
| 3    | CSD Comunicaciones | 5   | 5 | 2 | 1 | 2 | 15 | 7  | +8   |
| 4    | Rochester Lancers  | 5   | 5 | 2 | 1 | 2 | 6  | 5  | +1   |
| 5    | SV Transvaal       | 4   | 5 | 1 | 2 | 2 | 3  | 8  | -5   |
| 6    | SV Estrella        | 0   | 5 | 0 | 0 | 5 | 1  | 21 | -20  |

#### Finale
| 19 avril 1972 | CD Cruz Azul                                                                                             | 5:1   | LD Alajuelense | Stade Azul Mexico, Mexique |  |
|               | Fernando Bustos 16e · Eladio Vera 25e · Eladio Vera 60e · Octavio Muciño 70e · Octavio Muciño 75e (pen.) | (2:1) | Villalobos 43e |                            |  |

| Champion de la CONCACAF 1971 |
| ---------------------------- |
| Drapeau du Mexique           |
| CD Cruz Azul Troisième Titre |